# パトリック・J・アダムス
パトリック・J・アダムス（英: Patrick J. Adams、1981年8月27日 - ）は、カナダの俳優である。USAネットワークのテレビシリーズ『SUITS/スーツ』のマイク・ロス役で知られる。

## 生い立ちと教育
オンタリオ州トロントで生まれ。両親の離婚後、19歳の時にトロントからアメリカ合衆国カリフォルニア州ロサンゼルスに移り、南カリフォルニア大学で演劇を学んだ。

## キャリア
アメリカ合衆国のテレビシリーズ『コールドケース 迷宮事件簿』、『Jack and Bobby』、『LOST』、『Friday Night Lights』、『WITHOUT A TRACE/FBI 失踪者を追え!』、『マダム・プレジデント 星条旗をまとった女神』、『Heartland』、『ゴースト 〜天国からのささやき』、『NCIS 〜ネイビー犯罪捜査班』、『Cupid』、『レイジング・ザ・バー 熱血弁護人』などにゲスト出演した。
2011年夏よりUSAネットワークのシリーズ『SUITS/スーツ』で主役の1人であるマイク・ロス役を務めている。同年末には全米映画俳優組合賞ドラマシリーズ男優賞にノミネートされた。

## 私生活
2009年にトローヤン・ベリサリオと出会うが、後に破局する。しかしアダムスが『プリティ・リトル・ライアーズ』にゲスト出演した後、2人はよりを戻し、2013年時点でも続いている。
2014年2月に婚約。
2016年12月10日（現地時間）に南カリフォルニアにて挙式。
2013年9月にUCD Law Societyの終身名誉会員が授与された。2021年5月15日に第二子誕生。

## フィルモグラフィ

### 映画
| 年   | 日本語題 原題                                                 | 役名                       | 備考           |
| ---- | ------------------------------------------------------------- | -------------------------- | -------------- |
| 2001 | For the Record                                                | パトリック                 | 短編映画       |
| 2003 | アダルト♂スクール Old School                                  | パッチ                     |                |
| 2005 | Façade                                                        | アモール・アン・ボストン   |                |
| 2005 | 13年越しのハッピー・クリスマス!? Christmas in Boston          | セス                       | テレビ映画     |
| 2006 | Orpheus                                                       | バリー                     | テレビ映画     |
| 2007 | ウォーク・ハード ロックへの階段 Walk Hard:The Dewey Cox Story | The Kid                    | クレジットなし |
| 2008 | The Butcher's Daughter                                        | エリス・マッカーサー       | 短編映画       |
| 2008 | 3 Days Gone                                                   | ダグ・クロス               | 短編映画       |
| 2008 | Extreme Movie                                                 | 男性の声                   |                |
| 2008 | Good Behavior                                                 | ファン・ハーデン・ウェスト | テレビ映画     |
| 2009 | Two:Thirteen                                                  | Carter Pullman at 19       |                |
| 2009 | Weather Girl                                                  | バイロン                   |                |
| 2009 | Ragel                                                         | ドワイト・エンジェル       |                |
| 2009 | The Waterhole                                                 | ミラー                     |                |
| 2009 | The Dealership                                                | ジャック・カーソン         | テレビ映画     |
| 2011 | 6 Month Rule                                                  | ジュリアン                 |                |
| 2013 | The Come Up                                                   | スティーブ                 | 短編映画       |
| 2017 | Car Dogs                                                      | Mark Chamberlain           |                |
| 2017 | Room for Rent                                                 | Huey Dorsey                |                |
| 2018 | Clara                                                         | アイザック・ブルーノ       |                |

### テレビシリーズ
| 年        | 日本語題 原題                                                | 役名                            | 備考 |
| --------- | ------------------------------------------------------------ | ------------------------------- | --- |
| 2004      | Jack & Bobby                                                 | マット・クレイマー              | 第1シーズン第10話「Lost Boys」                                                                                  |
| 2004      | コールドケース 迷宮事件簿 Cold Case                          | ディーン・ラング・1953          | 第2シーズン第8話「リスト」                                                                                      |
| 2004      | ダナ&ルー リッテンハウス女性クリニック Strong Medicine       | ブランドン                      | 第5シーズン第17話「Code」                                                                                       |
| 2005      | 女検察官アナベス・チェイス Close to Home                     | ポール・ザ・パラリーガル        | 第1シーズン第8話「脅迫」                                                                                        |
| 2006      | NUMBERS 天才数学者の事件ファイル Numb3rs                     | アダム・ベネット                | 第2シーズン第16話「追憶」                                                                                       |
| 2006      | マダム・プレジデント 星条旗をまとった女神 Commander in Chief | コリン・ジェームズ              | 計2話出演 |
| 2006-2007 | Friday Night Lights                                          | コナー・ヘイズ                  | 計2話出演 |
| 2007      | WITHOUT A TRACE/FBI 失踪者を追え! Without a Trace            | アダム・クラーク                | 第5シーズン第14話「転落」                                                                                       |
| 2007      | LOST Lost                                                    | ピーター・タルボット            | 第3シーズン第13話「魔法の箱」                                                                                   |
| 2007      | Heartland                                                    | ヘンリー・ギリアム              | 第1シーズン第2話「I Make Myself Into Something New」                                                            |
| 2008      | NCIS 〜ネイビー犯罪捜査班 NCIS                               | トミー・ドイル                  | 第6シーズン第6話「サイバービデオ殺人」                                                                          |
| 2009      | ゴースト 〜天国からのささやき Ghost Whisperer                | ライナス・ヴァン・ホーン        | 第4シーズン第16話「ゴースト・バスター」                                                                         |
| 2009      | Cupid                                                        | ジョー・アダムス                | 第1シーズン第5話「Shipping Out」                                                                                |
| 2009      | ライ・トゥ・ミー 嘘は真実を語る Lie to Me                    | ルー・ネメロフ                  | 第2シーズン第3話「命の値段」                                                                                    |
| 2009      | レイジング・ザ・バー 熱血弁護人 Raising the Bar              | ジェームズ・パーソンズ          | 第2シーズン第14話「国歌を歌わない自由」                                                                         |
| 2010      | フラッシュフォワード FlashForward                            | エド                            | 第1シーズン第22話「未来に追いつく日」                                                                           |
| 2010      | プリティ・リトル・ライアーズ Pretty Little Liars             | ハーディ                        | 第1シーズン第5話「つらい現実」                                                                                  |
| 2011-2019 | SUITS/スーツ Suits                                           | マイク・ロス                    | 主演（シーズン1-7）、ゲスト（シーズン9） 計111話出演 ノミネート - 全米映画俳優組合賞ドラマシリーズ男優賞 (2011) |
| 2012      | Luck                                                         | ネイサン・イスラエル            | 計4話出演 |
| 2014      | ローズマリーの赤ちゃん 〜パリの悪夢〜 Rosemary's Baby        | ガイ・ウッドハウス              | ミニシリーズ、計2話出演                                                                                         |
| 2014-2015 | オーファン・ブラック 暴走遺伝子 Orphan Black                 | ジェシー                        | 第2シーズン第6話「LEDA研究」 第3シーズン第10話「これから綴られる歴史」                                          |
| 2016      | レジェンド・オブ・トゥモロー Legends of Tomorrow             | レックス・タイラー / アワーマン | 第1シーズン第16話「決着の時」 第2シーズン第2話「ジャスティス・ソサエティ・オブ・アメリカ」                      |
| 2019      | スニーキー・ピート Sneaky Pete                               | キルベイン                      | 計5話出演 |
| 2020      | The Right Stuff                                              | ジョン・グレン                  | |
| 2020-     | マーキュリー・セブン The Right Stuf                          | ジョン・ハーシェル・グレン      | |